# Geschützter Landschaftsbestandteil Feuchtgebiet Loxbaum

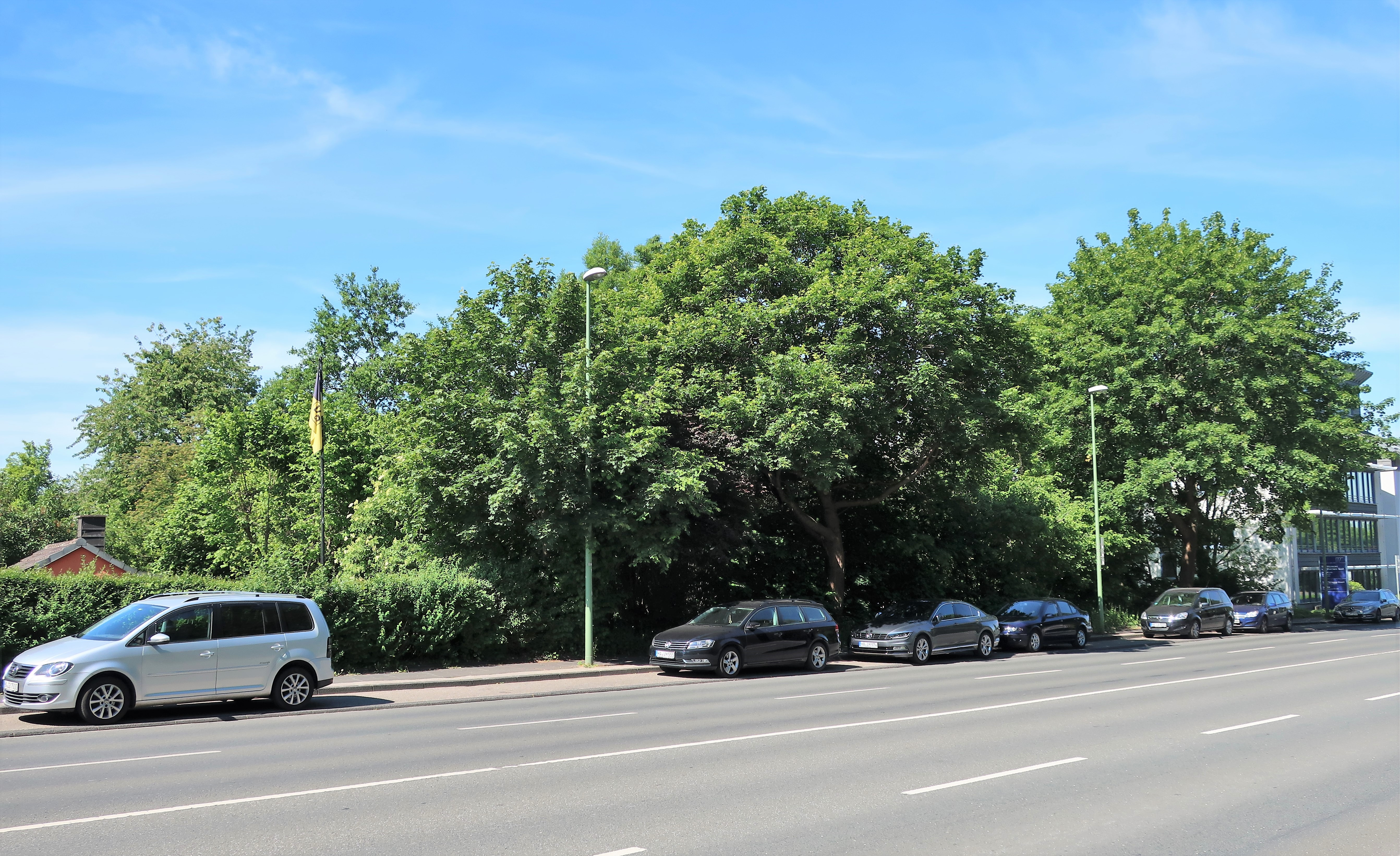
Geschützter Landschaftsbestandteil Feuchtgebiet Loxbaum

Der Geschützte Landschaftsbestandteil Feuchtgebiet Loxbaum mit einer Flächengröße von 0,54 ha befindet sich auf dem Gebiet der kreisfreien Stadt Hagen in Nordrhein-Westfalen. Der LB wurde 1994 mit dem Landschaftsplan der Stadt Hagen vom Stadtrat von Hagen ausgewiesen.

## Beschreibung
Beschreibung laut Landschaftsplan: „Es handelt sich um eine Feuchtwiese mit einem kleinen Tümpel, einem kleinen Bachlauf und randständigen Gehölzen südwestlich der Feithstraße.“

## Schutzzweck
Laut Landschaftsplan erfolgte die Ausweisung insbesondere: 
- „zur Sicherung der Leistungsfähigkeit des Naturhaushalts durch Erhalt eines Lebensraumes für die Lebensgemeinschaften der Stillgewässer und Feuchtbrachen mit ihren auf Röhricht und Hochstaudenfluren spezialisierten Tierarten.“[1]